# Jordin Andrade
Jordin Andrade, né le 5 mai 1992 à Seattle, est un athlète cap-verdien, spécialiste du 400 m haies.

## Biographie
Il a d'abord représenté les États-Unis où il étudie, en remportant la médaille d'argent lors des Championnats panaméricains juniors d'athlétisme 2011 à Miramar.
Il se qualifie pour les demi-finales lors des Jeux olympiques de 2016.
Il remporte le titre lors des Jeux de la francophonie 2017.

## Palmarès
| Date | Compétition                        | Lieu    | Résultat | Épreuve     | Temps   |
| ---- | ---------------------------------- | ------- | -------- | ----------- | ------- |
| 2011 | Championnats panaméricains juniors | Miramar | 2e       | 400 m haies | 52 s 09 |
| 2016 | Championnats d'Afrique             | Durban  | 5e       | 400 m haies | 49 s 62 |
| 2017 | Jeux de la Francophonie            | Abidjan | 1er      | 400 m haies | 49 s 66 |